# Rubus jamaicensis
Rubus jamaicensis är en rosväxtart som beskrevs av Carl von Linné. Rubus jamaicensis ingår i släktet rubusar, och familjen rosväxter. Inga underarter finns listade i Catalogue of Life.